# Stacey Kent
Stacey Kent (South Orange, New Jersey, 1968. március 27. –) amerikai dzsesszénekesnő. Angolul és franciául énekel. Férje Jim Tomlinson szaxofonos.

## Pályakép
Európában összehasonlító nyelvészetet tanult. Miután találkozott Jim Tomlinsonnal, a dzsesszzene iránti rajongásuk a közös hangjukká vált: zenei tanulmányokra váltottak Londonban.
Az 1997-ben megjelent Close Your Eyes című lemeze siker lett. Kentet ezután meghívta a CBC Sunday Morning című műsor és ezután nemzetközileg is ismertté tette.
Stacey Kent volt az egyik házigazda Clint Eastwood 70. születésnapi buliján.
Billie Holiday és Ella Fitzgerald mellett Stacey Kentet is dzsessztörténeti jelentőségűnek véli egy ismert szakértő.

## Lemezei

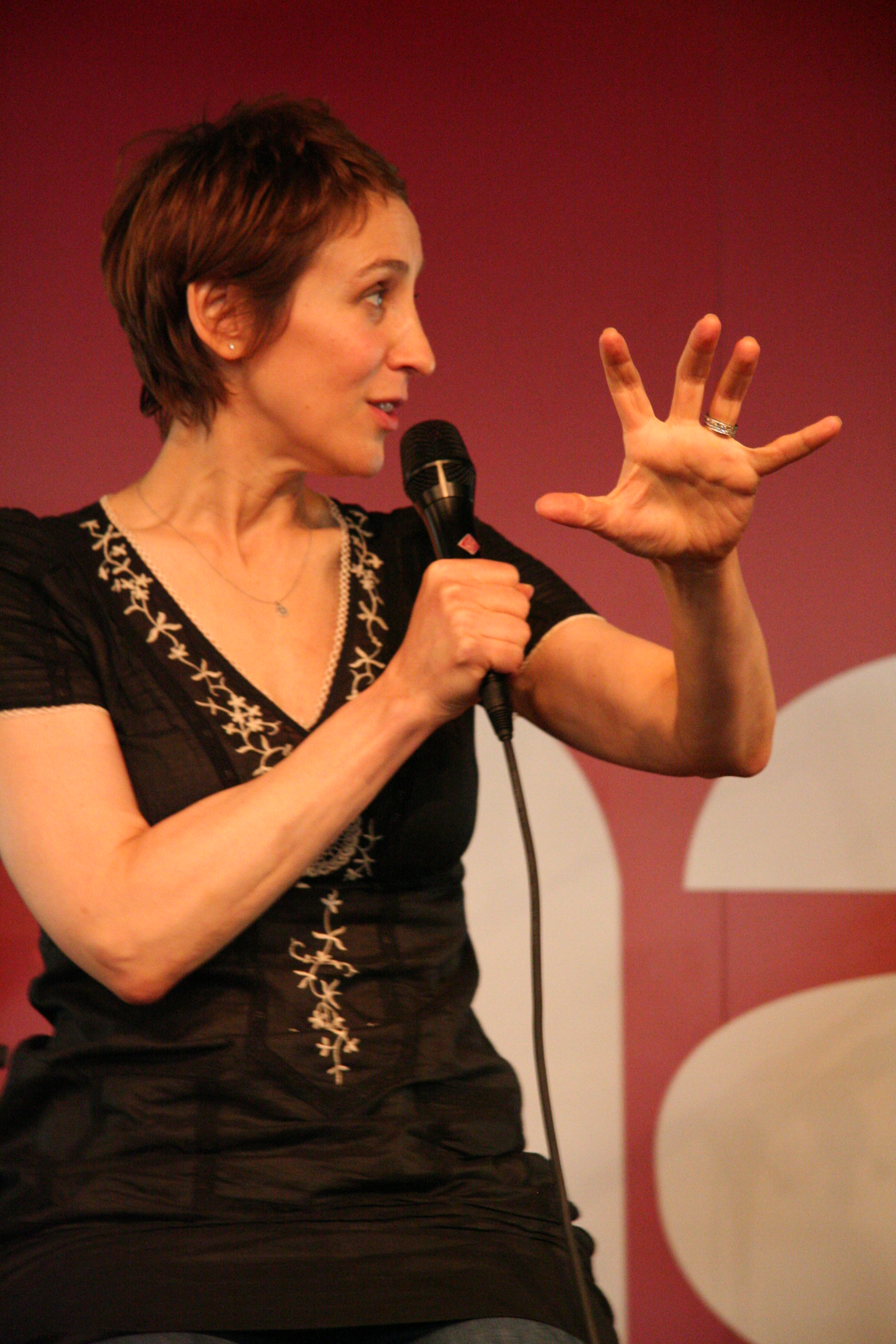
2007, Párizs

- Close Your Eyes (Stacey Kent album) (1997)
- The Tender Trap (1998)
- Only Trust Your Heart (1999)
- Let Yourself Go: Celebrating Fred Astaire (2000)
- Dreamsville (2001)
- Brazilian Sketches (2001)
- In Love Again: The Music of Richard Rodgers (2002)
- The Boy Next Door (2003)
- The Christmas Song (single – 2003)
- SK Collection (2004)
- The Lyric (2006)
- SK Collection II  (2007)
- Breakfast on the Morning Tram (2007)
- Raconte-Moi (2010)
- Dreamer In Concert (2011)
- The Changing Lights (2013)
- Tenderly (2015)
- Christmas in the Rockies (EP, 2020)
- Stacey Kent − Greatest Hits (2020)
- Songs From Other Places (2021)
- Summer Me, Winter Me (2023)

## Dalok
- Three Little Birds (2020)
- Lovely Day (2021)
- BI Wish I (2021)
- Bonita (2021)
- Craigie Burn (2021)
- American Tune (2021)

## Díjak, jelölések
- British Jazz Award, 2001

- BBC Jazz Award, Best Vocalist, 2002
- Backstage Bistro Award, 2004
- BBC Jazz Award, Album of the Year, The Lyric, 2006
- Grammy Award nomination, Best Vocal Jazz Album, Breakfast on the Morning Tram, 2009
- Chevalier dans l'Ordre des Arts et des Lettres, 2009
- Jazz Japan Award for 'Best Vocal Album', I Know I Dream, 2018
- Winner of 'Best Vocal Performance' at the Jazz Music Awards for Songs From Other Places, 2022
- Winner of 'Prix Ella Fitzgerald' at the Montreal International Jazz Festival, 2023
- Award "La Granada del Festival de Jazz”, Granada International Jazz Festival, 2023